# 지구인
지구인(地球人)은 태양계에서 제3 행성 지구에 사는 인류 또는 지구 출신의 인류이다. 지구인은 공상 과학 소설 (SF) 등에서 자주 사용되는 말로, 지구 이외의 별의 인류, 외계인이 존재하고 있다고 가정하고 지구 이외의 인류와 구별하는 의미로 지구인이라는 용법을 사용한다.

## 같이 보기
- 우주인
- 지구인